# Alberto II Pio de Savoia
Alberto II Pio "il Vecchio" (principis del segle XV–1463) era fill de Marco I Pio, senyor de Carpi, i a la seva mort el 1418, el va succeir com a cosenyor, juntament amb els seus tres germans Giovanni, Giberto i Galasso. Inicialment, el feu estava supervisat pel més gran i únic adult, Giovanni, que va morir sense fills el 1431.
Els germans supervivents van acordar governar el feu de mutu acord, i a la mort de Giberto el 1446, els altres van associar voluntàriament els seus dos nebots menors d'edat, Marco i Ludovico, amb el govern.
Albert II inicialment va seguir una carrera eclesiàstica (va ser protonotari apostòlic i canonge de la catedral de Mòdena), però a partir del 1434 es va dedicar brillantment a una carrera militar. El 27 de gener de 1450 va entrar al servei del duc Lluís I de Savoia, obtenint el privilegi per a ell, els seus germans i els descendents de tots tres de portar el cognom i l'escut d'armes de Savoia (una creu blanca sobre camp vermell i un lleó verd sobre camp daurat). Aquest privilegi es confirmaria repetidament al llarg dels segles, i Pio di Savoia es convertiria en el cognom de les tres línies (albertina, gibertina i galassina) en què es dividiria la família.
Es va casar dues vegades: primer amb Camilla Contrari i després amb Agnese del Carretto, filla de Galeotto I marquès de Finale, i del primer enllaç va tenir tres fills (cap del segon): Lionello I Pio, Angelo (assassinat a Bolonya el 7 de juny de 1451) i Maddalena.
Va morir a Carpi el 1463 i el va succeir Lionello, sempre en condomini amb altres membres de la família.